# 영연방 한국전 참전 기념비

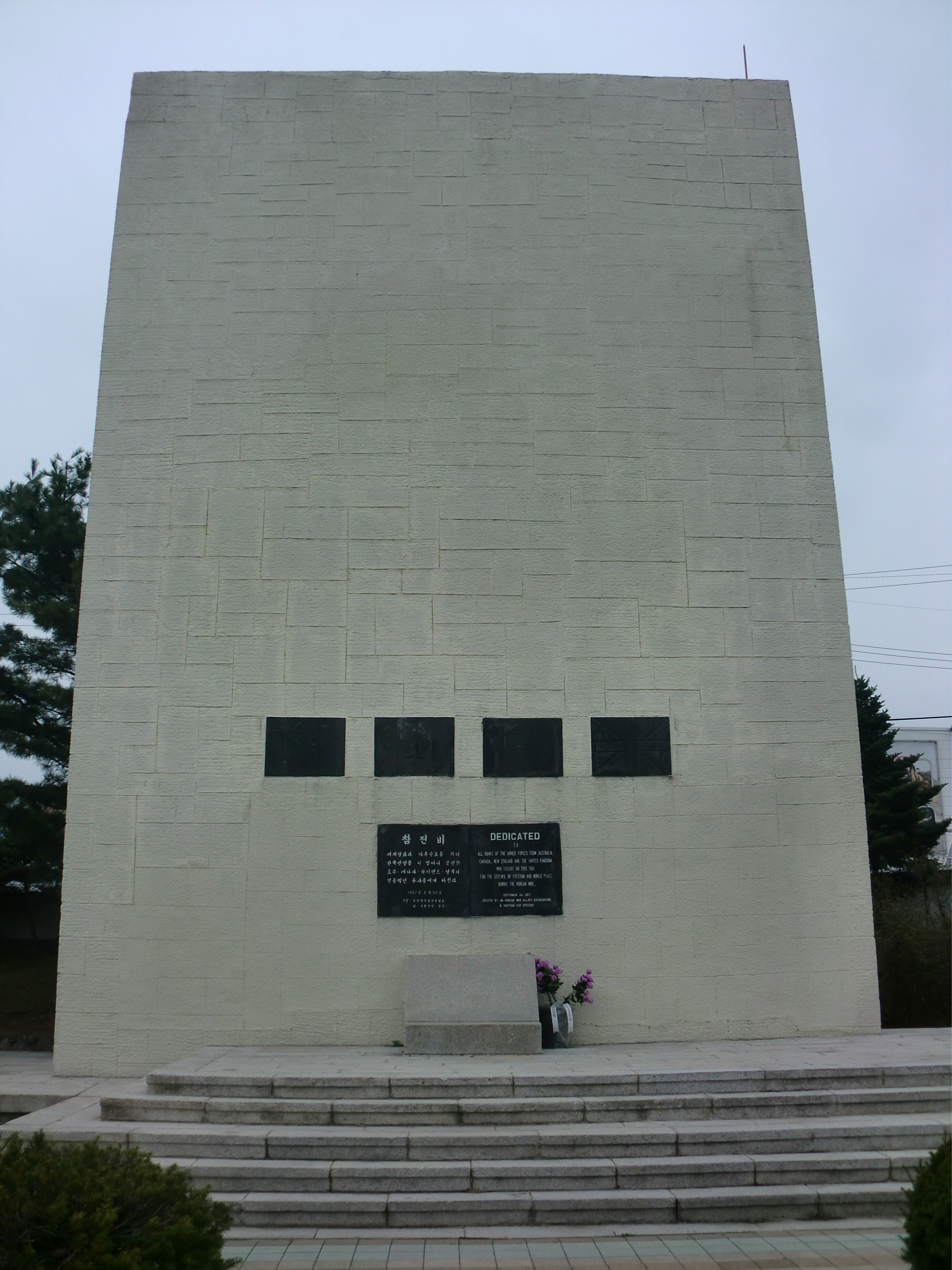
영연방 한국전 참전 기념비

영연방 한국전 참전 기념비(英聯邦 韓國戰 參戰 紀念碑)는 한국 전쟁에 참전한 영국 연방 4개국인 영국, 오스트레일리아, 뉴질랜드, 캐나다 출신 군인들을 기념하기 위해 경기도 가평군 가평읍 읍내리 365-1에 세워진 기념비이다. 유엔한국참전국협회와 가평군 주민들이 기념비 건립을 주도했으며 1967년 9월 30일에 준공되었다.
경기도 가평군은 한국 전쟁이 진행 중이던 1951년 4월 22일부터 4월 25일까지 일어난 가평 전투가 벌어진 곳으로서 주한 영연방군(영국, 오스트레일리아, 뉴질랜드, 캐나다 4개국 연합군)과 대한민국 국군이 중국인민지원군을 상대로 승리를 기록한 곳이다. 기단의 높이는 1m, 대리석 기념비의 높이는 12m이다. 기념비 가운데에는 영국, 오스트레일리아, 뉴질랜드, 캐나다 4개국의 국기와 비문이 새겨져 있고 기념비 하단에는 한국 전쟁에 참전한 주한 영연방군의 희생자 통계와 참전비문이 새겨져 있다.
- 한국어 비문 내용: 세계 평화와 자유 수호를 위해 한국 전쟁 중 이 땅에서 공헌한 호주(오스트레일리아), 캐나다, 뉴지랜드(뉴질랜드), 영국의 영웅적인 용사들에게 바친다.
- 영어 비문 내용: Dedicated to all ranks of the armed forces from Australia, Canada, New Zealand and the United Kingdom who fought in this soil for the defense of freedom and world peace during the Korean War.

## 같이 보기
- 오스트레일리아 국립 전쟁기념관 한국전 참전비
- 주한 영연방군